# Byranaikanahalli, Tiptur
Byranaikanahalli là một làng thuộc tehsil Tiptur, huyện Tumkur, bang Karnataka, Ấn Độ.